# 毛利元蕃
毛利 元蕃（もうり もとみつ）は、幕末の大名。周防国徳山藩第9代（最後）の藩主。就隆系毛利家9代。
第8代藩主・毛利広鎮の七男。母は秋元永朝の娘。兄に毛利広衷、毛利寿粛、堅田元琦、福原元僴など。弟に秋元志朝、毛利元徳がいる。正室は毛利斉熙の娘・八重子。側室は多数いる。子は娘（毛利元功正室）。官位は従五位下、従三位、山城守、淡路守。幼名は徳太郎。諱を就軌、広篤、元蕃と変える。岐陽、烙庵、随風堂などの号を持つ。文武の諸道、特に詩歌に秀でる。

## 経歴
文化13年（1816年）7月25日、江戸の今井谷屋敷にて第8代藩主・毛利広鎮の七男として生まれたが、4人の兄が早世し、兄の堅田元琦、福原元僴が養子として出たため世嗣となる。天保7年（1836年）12月、従五位下・山城守（のち淡路守）に叙任。翌天保8年（1837年）12月7日に広鎮が隠居し、その跡を継いだ。
嘉永3年（1850年）8月、未曾有の風水害に際し、あまねく封内の諸村を巡視して庶民の疾苦を慰め、併せて老人をいたわり、孝子や篤農家を賞する。『省耕集』はこの時の詩文を集めて出版したものである。嘉永6年（1853年）、黒船来航により、萩藩とともに浦賀の警備を任じられる。藩政においては、洋学や国学の奨励を行なって文治政策に努め、軍備においても洋式軍隊の編成を積極的に行なうなどしている。
幕末期の動乱の中では、本家の毛利敬親の補佐を務める。元治元年（1864年）7月、禁門の変により元蕃は、萩藩主・敬親、その世子（元蕃の弟）元徳、長府藩主・毛利元周、清末藩主・毛利元純らと共に官位を奪われ、益田親施・福原元僴・国司親相の3家老は徳山に幽閉された。次いで、益田・国司は徳山で、福原は元蕃の庶兄なので岩国へ護送して、それぞれ自刃が命じられる。
これ以後藩論は分かれ、幾多の士が難に殉じたが、やがて藩論は統一される。慶応2年（1866年）の第2次長州征伐では、徳山藩の主力は小瀬川口に出陣し、幕府軍撃退に貢献した。慶応4年（1868年）の戊辰戦争においても、鳥羽・伏見の戦いや東北、箱館戦争などで軍功を挙げた。これらの功績を賞されて、明治2年（1869年）6月には永世賞典禄8000石を与えられている。同年、版籍奉還により徳山藩知事となったが、明治4年（1871年）5月、廃藩置県に先んじて藩知事を辞任し、その所領を本家の萩藩に返還した。同年9月、婿養子の元功に家督を譲っている。
その後は「随風堂」と号し、居を東京芝愛宕町五番地に移して悠々自適の生活を送った。教養人としても優れ、『省耕集』・『随風堂遺稿』・『随風集』など著作が多数ある。明治16年（1883年）3月、従四位に叙された。明治17年（1884年）7月22日、元蕃の病が重くなり危篤に陥った。元蕃の危篤を聞いた明治天皇は特旨をもって元蕃を従三位に叙した。同日に元蕃は病死した。享年69。
山口県周南市の徳山城（徳山陣屋）の跡にある祐綏神社に祭神として祀られている。

## 系譜
- 父：毛利広鎮（1750年 - 1828年）
- 母：喜哉（? - 1835年） - 秋元永朝の娘
- 正室：八重子（1820年 - 1900年） - 天妙院、毛利斉熙の娘
  - 四女：嘉祢子（1848年 - 1849年）
- 側室：袖
  - 長女：穆子（1836年 - 1836年）
- 側室：福亀子
  - 次女：加代子（1843年 - 1845年）
  - 三女：琴子（1845年 - 1847年）
- 側室：幾崎
  - 長男：義太郎（1847年 - 1848年）
  - 次男：鍋次郎（1849年 - 1849年）
  - 三男：蓉花童子（1850年 - 1850年）
  - 四女：寿美子（1852年 - 1887年）- 毛利元功子爵の正室、離縁後に毛利元徳の養女
- 側室：福子
  - 四男：凞次郎（1858年 - 1859年）
- 側室：緝巌
  - 五男：岩（1860年 - 1861年）
- 側室：飛佐子
  - 六男：錐之允（1871年 - 1872年）
- 養子
  - 女子：節子（1831年 - 1852年） - 毛利元世の三女、毛利元承室
  - 男子：毛利元功（1851年 - 1900年） - 毛利元運の八男